# Џорџ Клуни
Џорџ Тимоти Клуни (енгл. George Timothy Clooney; Лексингтон, 6. мај 1961) амерички је глумац, режисер, продуцент и сценариста. Добитник је Златног глобуса за најбољег глумца у споредној улози и Оскара за најбољег споредног глумца за улогу у филму Сиријана.
Клуни је глумачку каријеру почео 1978, али је широј јавности постао познат тек 1994, захваљујући улози доктора Дагласа Роса у серији Ургентни центар. Та улога му је касније обезбедила место у многим високобуџетним и комерцијално успешним филмовима. Неки од њих су били Бетмен и Робин, Играј своју игру, Играј своју игру 2, Играј своју игру 3, Мајкл Клејтон и У ваздуху. Критичари су похвалили и филмове које је режирао. Тако је филм Исповест опасног ума био у конкуренцији за Златног медведа, док је драма Лаку ноћ и срећно била номинована за Оскар за најбољи филм.
Џорџ Клуни је познат као активиста и борац за људска права. Противио се Рату у Ираку и залагао да се решење за Дарфурски конфликт нађе мирним путем. Био је организатор и водитељ телетона Нада за Хаити, који је обезбедио знатну финансијску помоћ пострадалима у земљотресу 2010. године.
Године 2012. добио је Златни глобус за најбољег главног глумца у драми, за улогу у филму Потомци.

## Детињство
Џорџ Тимоти Клуни је рођен у Лексингтону, Кентаки. Његов отац је био водитељ, а мајка Мис Америке. Са очеве стране има ирско порекло (Клуни је ирско презиме), и његови родитељи су били веома посвећени католици. Клуни је кренуо у основну школу Blessed Sacrament School у Форт-Мичелу (Кентаки), али се убрзо преместио у St. Michael's School у Коламбусу (Охајо). Данас каже да га за тај период вежу веома ружне успомене, јер је имао Белову парализу па су га деца често исмевала због укоченог лица. Када је завршио основну школу, родитељи су му се преселили у Августу (Кентаки), где је похађао вишу школу Augusta High School и тренирао бејзбол и кошарку. Завршио је журналистику на Northern Kentucky Универзитету, па уписао Универзитет Cincinnati али га је убрзо напустио. Пре него што је добио прву улогу, радио је као продавац мушких одела.
Џорџ има старију сестру Аделију, а његова тетка је била певачица Розмари Клуни, чији је супруг био глумац Хозе Ферер.

## Каријера

### 1978—1993: Прве улоге
Прво појављивање пред камерама, Клуни је имао као статиста. То је било 1978. године, у ТВ-серији Centennial, која је снимана у његовом родном граду. Прву већу улогу добио је тек 1984, у ситкому Ургентни центар. Играо је мајстора у серији The Facts of Life и Бобија Хопкинса у The Golden Girls. Прву велику споредну улогу добио је 1988, у серији Розен. Глумио је још и у серијама Baby Talk и Sisters, као и у комедији Повратак парадајза-убица.

### 1994—1999:Ургентни центар
Са улогом Дагласа Дага Роса у серији Ургентни центар, Клунијева глумачка каријера креће узлазном путањом. Даглас Рос је био главни лик до шеснаесте епизоде пете сезоне, након чега је избачен из серије. Продуценти су то урадили јер је Клуни изразио жељу да се посвети и другим пројектима. За време емитовања серије, Џорџу су први пут у каријери нуђене главне улоге у већим филмовима и од стране афирмисаних режисера. Тако је 1996. прихватио главну улогу у хорору Од сумрака до свитања Роберта Родригеза и Квентина Тарантина, те у романтичној комедији Једног лепог дана са Мишел Фајфер у главној улози. Следеће године придружује се Никол Кидман у акционом трилеру Миротворац, а Џоел Шумакер га бира за улогу Бетмена у свом филму Бетмен и Робин. Ово је био биоскопски хит, који је наравно остварио велики комерцијални успех, али су га критичари назвали промашајем! Сам Џорџ Клуни је касније за овај филм рекао да је то било само бацање новца. Године 1998, играо је са Џенифер Лопез у романтичној драми Веома опасна романса, коју је режирао Стивен Содерберг. Клуни и Содерберг су тада почели сарадњу која је трајала наредних десет година. Последњи Клунијев филм у 20. веку је био ратни Три краља, са Марком Волбергом у споредној улози. Ово остварење на сатиричан начин приказује америчко уплитање у сукобе на Блиском истоку.

### 2000—2004: Комерцијални успех —Дени Оушн
Први филм у ком је Џорџ Клуни играо после Три краља, био је научнофантастични Савршена олуја. Ово је био хит у биоскопима широм света, где је зарадио више од 325.000.000 долара. Потом је добио улогу Еверета у филму О, брате, где си? браће Коен. Овај филм је зарадио тек нешто више од 70.000.000 долара, али је зато Клуни награђен Златним глобусом за најбољег главног глумца у комедији — првом великом наградом у његовој каријери. Стивен Содерберг га је следеће године изабрао за улогу Денија Оушна, у својој крими-комедији Играј своју игру, римејку истоименог филма из 1960. Дени је вођа групе професионалних пљачкаша, који планирају да обију трезор који деле три казина из Лас Вегаса. Ова улога је Клунију донела међународну славу. Зарада филма се процењује на око 450.000.000 долара, што га чини комерцијално најуспешнијим филмом у Клунијевој каријери. Исте године играо је Девлина у блокбастеру Деца шпијуни.
Џорџ Клуни је имао редитељски деби 2002. године, са филмом Исповест опасног ума. Критичари су веома похвалили његов рад, а филм је био номинован за Златног медведа на Берлинском филмском фестивалу. Следеће године Деца шпијуни је добио наставак — Деца шпијуни: Игра је готова. Деца шпијуни 2 је имао нешто већи комерцијални успех од свог претходника, а Џорџ је поновио улогу Девлина. И Играј своју игру је такође добио други део 2004. Стивен Содерберг је поново окупио Оушнових једанаест у филму Поново у игри. Иако је зарадио нешто више од 362.000.000 долара (мање од првог дела), овај филм је за разлику од Играј своју игру добио похвале критике и номинацију за награду филмске критике за најбољи глумачки ансамбл.

### 2005—2009: Успех код филмских критичара
Године 2005, Џорџ Клуни је режирао и написао сценарио за биографску драму Лаку ноћ и срећно о конфликту између новинара Едварда Мароуа и сенатора Џозефа Макартија. Глумио је у филму Сиријана — драми заснованој на белешкама Роберта Бера, агента Централне обавештајне агенције о његовим активностима на Блиском истоку. Клуни је на снимању имао озбиљну повреду главе, што је резултовало операцијом, но све се исплатило на доделама Оскара 2006, где је добио Оскар за најбољег споредног глумца за други, и био номинован за Оскар за најбољег режисера и најбољи оригинални сценарио за први филм. Лаку ноћ и срећно је још био и у конкуренцији за Оскар за најбољи филм 2005. године. Тако је постао прва особа у историји филма која је исте године била номинована за Оскар за режију за један и за Оскар за глуму за други филм.
Клуни је 2006. играо у филм-ноару Добри Немац Стивена Содерберга. У августу исте године основао је продуцентску кућу Смоукхаус пикчерс“ (Smokehouse Pictures). У јануару две године касније поново је био номинован за Оскар за најбољег главног глумца за улогу у филму Мајкл Клејтон. Потом је режирао филм Прљава игра и играо Харија у Спалити после читања — крими-комедији Итана и Џоела Коена. Године 2009, позајмио је глас господину Лисцу у цртаном филму Фантастични господин Лисац и био у улози Лина у драми Људи који зуре у козе. У децембру је био номинован за Златни глобус, Награду BAFTA, као и за Оскар и многе друге награде, за улогу Рајана Бингама у филму У ваздуху.

### 2010—данас
Џорџ Клуни је 2010. године играо у трилеру Американац. У лето 2011. завршени су филмови Мартовске иде и Потомци, у којима је он у главној улози. У Лондону је крајем 2011. са Сандром Булок снимио научнофантастични филм Гравитација.

## Приватни живот

### Љубавни живот
Џорџ Клуни је био у вези са бројним познатим женама. Прва од њих била је певачица и глумица Кели Престон. Забављали су се 1988, након што се она развела од Кевина Гејџа. Клуни јој је тада поклонио прасе по имену Макс, али је сам наставио да се брине о њему пошто су раскинули већ следеће године. Исте године, 15. децембра, венчао се са глумицом Талијом Балсам. Развели су се 1993, након чега је Клуни изјавио да се више никад неће женити. Три године касније, у Француској је почео да се виђа са Селин Балитран и она се убрзо преселила код њега у Калифорнију. Раскинули су 1999, а убрзо потом Џорџ је започео везу са глумицом Лисом Сноудон. Били су заједно пет година, а она је после рекла да је његова популарност користила њеној каријери. На снимању драме Исповест опасног ума упознао је глумицу Кристу Ален и са њом се забављао две године, када је упознао британског модела Сару Ларсон. Она је била са њим на мотоциклу када су доживели саобраћајну несрећу, а заједно су се појавили и на додели Оскара 2008. Већ следеће године, на премијери филма Људи који зуре у козе, Клуни је почео да излази са италијанском манекенком Елизабетом Каналис. Ова веза је трајала до јуна 2011, када се пар изненада разишао. Елизабета је пар дана касније виђена на јахти свог бившег дечка.
По писању новина, Клуни се забављао и са Луси Лу, Рене Зелвегер и Шарлиз Трон. Упркос свим овим везама, његово сексуално опредељење се често доводи у питање. Клуни је неретко називан најпожељнијим нежењом.
У септембру 2014. године венчао се у Венецији са Амал Амалудин, познатом британско-либанском адвокатицом. Пар је у јуну 2017. године добио близанце, девојчицу Елу и дечака Александра.

### Политика и активизам
Године 2003, Џорџ Клуни се побунио против инвазије САД на Ирак уз речи: Непријатеља више не можете поразити оружјем. Уместо тога стварате читаве генерације људи жељних освете. Наши противници прибегавају аутомобилима-бомбама и самоубилачким нападима, јер не изналазе други начин за победу... Ми више никога не можемо победити. На питање одакле веза између Садама Хусеина и бин Ладена, или између 11. септембра и Рата у Ираку, одговорио је: Није непатриотски наше лидере сматрати одговорним за то. Осим овог, противио се и мешању НАТО снага у сукобе у Дарфуру, и замолио египатске власти да пруже заштиту бројним жртвама насиља у тој области. Три године касније провео је десет дана у Судану и Чаду, снимајући документарни филм Дарфур сада, с циљем да прикаже колико је ситуација у том региону напета и драматична.
Клуни је заједно са колегиницом Шерон Стоун, изразио протест поводом једностраног проглашења независности Косова.
Заједно са Бредом Питом, Џорџ је 2010. основао организацију Не на наше очи и покренуо телетон Нада за Хаити те захваљујући томе прикупио неколико милиона долара за помоћ жртвама земљотреса на Хаитију.
Џорџ Клуни се декларише као либерал и подржава брак између истополних особа.
Генерални секретар Уједињених нација, Бан Ки-Мун, именовао га је 2008. за изасланика светске организације за мир.

### Саобраћајне несреће
Џорџ и његова тадашња девојка Сара Ларсон доживели су несрећу док су се возили на његовом мотору Харли Дејвидсон, који је ударио у аутомобил. У петак, 21. септембра 2007, примљени су у болницу Палисејдс у Норт Бергену, где је установљено да је Клуни поломио ребро. Ларсонова је прошла са повредом два ножна прста. Годину дана касније, Џорџ је својим аутомобилом окрзнуо аутомобил једне жене. Када је касније отишла да га преузме са поправке, уместо старог добила је потпуно нови ауто са поруком на шофер-шајбни: Јако ми је жао. Надам се да ћете ми опростити. Џорџ Клуни.

### Кућни љубимци
Клуни је 1988. купио вијетнамско прасе као поклон за своју девојку Кели Престон, и дао јој име Макс. Међутим, када су раскинули Кели му је вратила поклон који је у међувремену порастао. Свиња је живела у посебној просторији у његовој кући на Беверли Хилсу. Пошто је често упадала у кадар када је давао интервјуе код куће, прозвали су је Макс звезда. Макс му је спасла живот 1994. године када га је пробудила непосредно пред земљотрес у Нортриџу. Један од Клунијевих пријатеља је случјано ударио колима 2001. године и озбиљно је повредио. Макс је ипак умрла пет година касније, природном смрћу. Имала је 130 килограма.
Џорџ је после набавио два булдога, Бада и Луа. До данас су оба умрла — један од уједа звечарке.

## Филмографија
| Година | Назив                        | Улога                 | Награде |
| ------ | ---------------------------- | --------------------- | --- |
| 1987   | Повратак у школу страве      | Оливер ()             | |
| 1987   | Мајор Вудс ()                |                       | |
| 1988   | Повратак парадајза убица     | Мет Стивенс ()        | |
| 1992   |                              | Мек ()                | |
| 1993   | Жетва                        | Трансвестит ()        | |
| 1996   | Од сумрака до свитања        | Сет Геко ()           | |
| 1996   | Једног лепог дана            | Џек Тејлор ()         | |
| 1997   | Миротворац                   | Томас ()              | |
| 1997   | Бетмен и Робин               | Брус Вејн / Бетмен () | номинован — Златна малина за најгори пар (са Крисом О’Донелом) |
| 1998   | Танка црвена линија          | капетан Боске ()      | |
| 1998   | Веома опасна романса         | Џек ()                | |
| 1999   | Три краља                    | мајор Арчи Гејтс ()   | |
| 2000   | Савршена олуја               | Били ()               | |
| 2000   | О, брате, где си?            | Еверет ()             | Златни глобус за најбољег главног глумца (комедија) |
| 2001   | Играј своју игру             | Дени Оушн ()          | |
| 2001   | Деца шпијуни                 | Девлин ()             | |
| 2002   | Исповест опасног ума         | Џим Бирд ()           | |
| 2002   | Соларис                      | Крис Келвин ()        | |
| 2002   | Добродошли у Колинвуд        | Џерзи ()              | |
| 2003   | Разведи ме, заведи ме        | Мајлс ()              | |
| 2003   | Деца шпијуни: Игра је готова | Девлин ()             | |
| 2004   | Играј своју игру 2           | Дени Оушн ()          | |
| 2005   | Лаку ноћ и срећно            | Фред Френдли ()       | номинован — Награда BAFTA за најбољег глумца у споредној улози номинован — Награда Удружења филмских глумаца за најбољу филмску поставу |
| 2005   | Сиријана                     | Боб Барнс ()          | Оскар за најбољег споредног глумца Златни глобус за најбољег споредног глумца номинован — Награда BAFTA за најбољег глумца у споредној улози номинован — Награда Удружења филмских глумаца за најбољег глумца у споредној улози                         |
| 2006   | Добри Немац                  | Џејк ()               | |
| 2007   | Мајкл Клејтон                | Мајкл Клејтон ()      | номинован — Оскар за најбољег главног глумца номинован — Награда BAFTA за најбољег глумца у главној улози номинован — Златни глобус за најбољег главног глумца (драма) номинован — Награда Удружења филмских глумаца за најбољег глумца у главној улози |
| 2007   | Играј своју игру 3           | Дени Оушн ()          | |
| 2008   | Прљава игра                  | Џими Конели ()        | |
| 2008   | Спалити после читања         | Хари ()               | |
| 2009   | Фантастични господин Лисац   | господин Лисац ()     | (глас) |
| 2009   | Људи који зуре у козе        | Лин Касејди ()        | |
| 2009   | У ваздуху                    | Рајан Бингам ()       | номинован — Оскар за најбољег главног глумца номинован — Награда BAFTA за најбољег глумца у главној улози номинован — Златни глобус за најбољег главног глумца (драма) номинован — Награда Удружења филмских глумаца за најбољег глумца у главној улози |
| 2010   | Американац                   | Џек ()                | |
| 2011   | Мартовске иде                | Мајк Морис ()         | |
| 2011   | Потомци                      | Мет Кинг ()           | Златни глобус за најбољег главног глумца (драма) номинован — Оскар за најбољег главног глумца номинован — Награда BAFTA за најбољег глумца у главној улози номинован — Награда Удружења филмских глумаца за најбољег глумца у главној улози             |
| 2012   | Гравитација                  | Мет Ковалски ()       | |
| 2016   | Игра новца                   | Ли Гејтс ()           | |
| 2022   | Карта за рај                 | Дејвид ()             | |
| 2023   | Флеш                         | Брус Вејн / Бетмен () | |

## Познати глумци са којима је сарађивао
- Квентин Тарантино (Од сумрака до свитања)
- Мишел Фајфер (Једног лепог дана)
- Никол Кидман (Миротворац)
- Арнолд Шварценегер (Бетмен и Робин)
- Ума Терман (Бетмен и Робин)
- Шон Пен (Танка црвена линија)
- Џон Траволта (Танка црвена линија)
- Адријен Броди (Танка црвена линија и Фантастични господин Лисац)
- Вуди Харелсон (Танка црвена линија)
- Џенифер Лопез (Веома опасна романса)
- Мајкл Китон (Веома опасна романса)
- Марк Волберг (Три краља и Савршена олуја)
- Дајана Лејн (Савршена олуја)
- Бред Пит (Играј своју игру), (Играј своју игру 2), (Играј своју игру 3 и Спалити после читања)
- Мет Дејмон (Играј своју игру), (Играј своју игру 2), (Играј своју игру 3 и Сиријана)
- Енди Гарсија (Играј своју игру), (Играј своју игру 2 и Играј своју игру 3)
- Џулија Робертс (Играј своју игру), (Играј своју игру 2 и Исповест опасног ума)
- Антонио Бандерас (Деца шпијуни)
- Тери Хачер (Деца шпијуни)
- Кетрин Зита-Џоунс (Разведи ме, заведи ме и Играј своју игру 2)
- Венсан Касел (Играј своју игру 2)
- Роберт Дауни млађи (Лаку ноћ и срећно)
- Кејт Бланчет (Добри Немац)
- Тилда Свинтон (Мајкл Клејтон и Спалити после читања)
- Ал Пачино (Играј своју игру 3)
- Рене Зелвегер (Прљава игра)
- Џон Малкович (Спалити после читања)
- Мерил Стрип (Фантастични господин Лисац)
- Кевин Спејси (Људи који зуре у козе)
- Јуан Макгрегор (Људи који зуре у козе)
- Мариса Томеј (Мартовске иде)
- Сандра Булок (Гравитација)